# Структуралістський марксизм
Структуралістський марксизм — це відгалуження марксистської філософії, що виникло у середині ХХ століття, і яке часто пов'язують із працями Луї Альтюссера та Клода Леві-Строса. Учення намагається інтерпретувати марксизм через призму структурних взаємозв’язків у суспільстві, а не через класичний акцент на історичному матеріалізмі чи суб’єктивній дії революційних суб’єктів. Зі свого боку, Альтюссер наголошував, що марксизм є науковим аналізом об'єктивних структур, протиставляючи його попереднім, більш ідеологізованим формам. На відміну від інструментальних марксистів, які вважали, що держава безпосередньо служить капіталістичному класу, структуралісти стверджують, що функції держави визначаються не конкретними елітами, а логікою капіталістичної структури, вкоріненою в її інститутах. Інакше кажучи, що державні інститути служать довгостроковим інтересам капіталу і капіталізму, а не короткостроковим інтересам окремих капіталістів. Цей напрямок марксизму набув популярності у Франції в 1960-х та 1970-х років і мав суттєвий вплив на розвиток соціальної теорії.

## Основні ідеї

### Практики
Клод Леві-Стросс розглядав культурні явища (міфи, мову, ритуали) як частину структурних систем, які функціонують за певними універсальними законами. Цей підхід надихнув ЛуїАльтюссера розглядати суспільство як сукупність структур, які існують незалежно від індивідуальної волі. На думку Луї Альтюссера, у межах марксизму як науки головним об'єктом дослідження стають не індивідуальна свідомість чи суб'єктивний досвід, а системні закономірності, що функціонують незалежно від волі окремих людей. Ці закономірності можна вивчати об'єктивно, оскільки вони існують поза межами людських цінностей та намірів. Якщо ліберальна теорія бачить в людині активного творця реальності, то, за Альтюссером, для Карла Маркса індивід є насамперед продуктом соціально-економічних відносин. Людська поведінка та соціальні ролі визначаються не особистим вибором, а позицією в системі виробничих відносин. Тобто якщо людське формування детерміноване суспільними відносинами, то не варто будувати соціальні теорії на уявленнях про індивідів – супроти: потрібно вивчати те, як влаштоване суспільство загалом. Альтюссер бачив суспільство як таке, що складається з фіксованих «практик», а не лише з індивідуальних дій. Люди не творять історію, але вони підтримують ці практики. 
Альтюссер захищає ідеї Маркса від критики, мовляв, він спрощує соціальний устрій, занадто зосереджуючись на економіці. Він стверджує, що Маркс не розглядав суспільство як таке, що побудоване лише на економічному базисі, а над ним так звана «надбудова», тобто культура і політика. Натомість, каже Альтюссер, Маркс бачив ці частини суспільства пов'язаними і такими, що впливають одна на одну. Економічні практики позаяк охоплюють багато різних речей, таких як ресурси, засоби виробництва та люди, що працюють разом. Саме суспільство як таке, за Альтюссером, складається з різних «практик», наприклад: економіки, ідеології та політики. Та хоч кожна практика має власну важливість та специфіку, всі вони пов'язані та залежать одна від одної. Наприклад, економіка не може функціонувати без законів і політичної системи, які її підтримують, і навпаки. Отже, для Альтюссера зрозуміти суспільство – означає побачити, як всі ці частини працюють разом.

### Суперечності та наддермінація
На думку Альтюссера, практичний політичний досвід показує, що класичної суперечності між суспільними відносинами і виробничими (суттєво втіленого в суперечності між класами) може бути недостатньо для становлення революції. Адже ніде не стається лінійного розвитку суспільних формацій у «чистому вигляді». Французький філософ у своїй праці «За Маркса» пише, що на початку ХХ століття тільки Російська імперія, бувши найслабшою ланкою серед імперіалістів, пала від гніву народних мас. Вона була водночас і найбільш відсталою, і найбільш прогресивною країною, – гігантське протиріччя, яке панівні класи так і не змогли вирішити. Інакше кажучи, філософ пише, що Російська імперія, ще не досягнувши буржуазної революції, уже стояла на порозі пролетарської. Бувши готовою породити обидві революції одразу, вона навіть ціною відстрочки 1905-1907 років не змогла запобігти лютневим подіям. За Альтюссером, Ленін мав рацію, коли побачив у цій винятковій і «безвихідній» ситуації об'єктивні умови революції у Росії, а створивши комуністичну партію, створив цим і суб'єктивні умови, «інструмент вирішальної атаки на цю слабку ланку імперіалістичного ланцюга».
Власне, за Альтюссером, соціальні зміни – це не лишень одна єдина суперечність. Натомість, вони охоплюють багато суперечностей всередині соціальної системи. Ці суперечності взаємодіють у складний спосіб, що призводить до неочікуваних змін – Альтюссер називає це «наддетермінацією».  Альтюссер запозичив поняття «наддтермінації» із психоаналізу, розв'язавши тим самим кризу марксизму в 1960-х та 1970-х роках. Це дозволило марксистській теорії відкритися, не відмовляючись при цьому від претензій на теоретичну строгість та марксистську ортодоксію. 

### Ідеологічні державні апарати
Альтюссер вважав, що те, ким ми є – наші бажання, вибір і переконання – формуються під впливом суспільних практик. У капіталістичних суспільствах люди вважають себе незалежними особистостями з власними думками та обов'язками, але Альтюссер стверджує, що ця ідея є набутою, а не вродженою. Суспільство навчає нас наших ролей та обмежень через такі речі, як робота та сім'я. Наші цінності та переконання походять з того, що Альтюссер називає «ідеологічною практикою», як-от сім'я, медіа та освіта. Навіть якщо ідеології змінюються, їхня функція залишається незмінною: змусити нас бачити себе суб'єктами з певними ролями. Альтюссер пояснює це ідеєю «виклику», коли поліцейський звертається до когось на вулиці. Коли ми відгукуємося, ми приймаємо свою роль суб'єкта, навіть якщо не усвідомлюємо цього. Альтюссер доводить, що ми не можемо бачити себе поза ідеологією; вона формує те, як ми діємо і бачимо світ. Ця ідея схожа на стадію дзеркала Лакана, де люди формують свою ідентичність, бачачи себе відображеними у віруваннях і практиках суспільства.

### Алеаторний матеріалізм
У деяких роботах, написаних між 1982 і 1986 роками, Альтюссер критикує зв'язок марксизму з діалектичним матеріалізмом і матеріалістичною філософією загалом. Натомість він представляє нову ідею під назвою «Філософія зустрічі», пізніше названу алеаторним матеріалізмом. Альтюссер вважає, що такі мислителі, як Маркс, Демокріт, Епікур та інші, вже натякали на цю ідею.  Альтюссер задається питанням, чи насправді всі розвинені західні суспільства мали піднятися проти своїх експлуататорів в один момент і чи не є тоді класична схема руху історії, що притаманна класичному марксизму, лише описовою категорією, а значить випадковою.
Чи не пояснюється це виключення, як і всяке інше виключення, своїм правилом, – чи не являється воно, завідомо, самим правилом! Хіба не завжди ми знаходимося у «виключних» ситуаціях?
Він заперечує ідею про те, що історія слідує суворим законам, як фізика, кажучи, що історія – це більше про випадкові події, ніж про заздалегідь визначені правила. Замість того, щоб зосереджуватися на загальних законах, Альтюссер каже, що ми повинні дивитися на конкретні історичні моменти, так звані кон'юнктури, де політичні дії можуть змінити ситуацію. Алеаторний матеріалізм полягає у розумінні цих моментів історії з матеріалістичної точки зору.

## Зазнали впливу структуралістського марксизму
- Етьєн Балібар: розвивав ідеї про співіснування різних формацій у межах одного суспільства, акцентуючи увагу на складності соціальних структур.
- П'єр Машере: зосередився на ідеологічній критиці в літературі, використовуючи структуралістський підхід для аналізу текстів.
- Нікос Пуланзас: застосував концепції Альтюссера до політичної теорії, зокрема досліджуючи роль держави у відтворенні капіталістичних структур.

## Критика
Структуралістський марксизм часто критикують за надмірний детермінізм, ігнорування ролі людської суб’єктивності та нездатність запропонувати практичну революційну стратегію.